# Pseudanthium

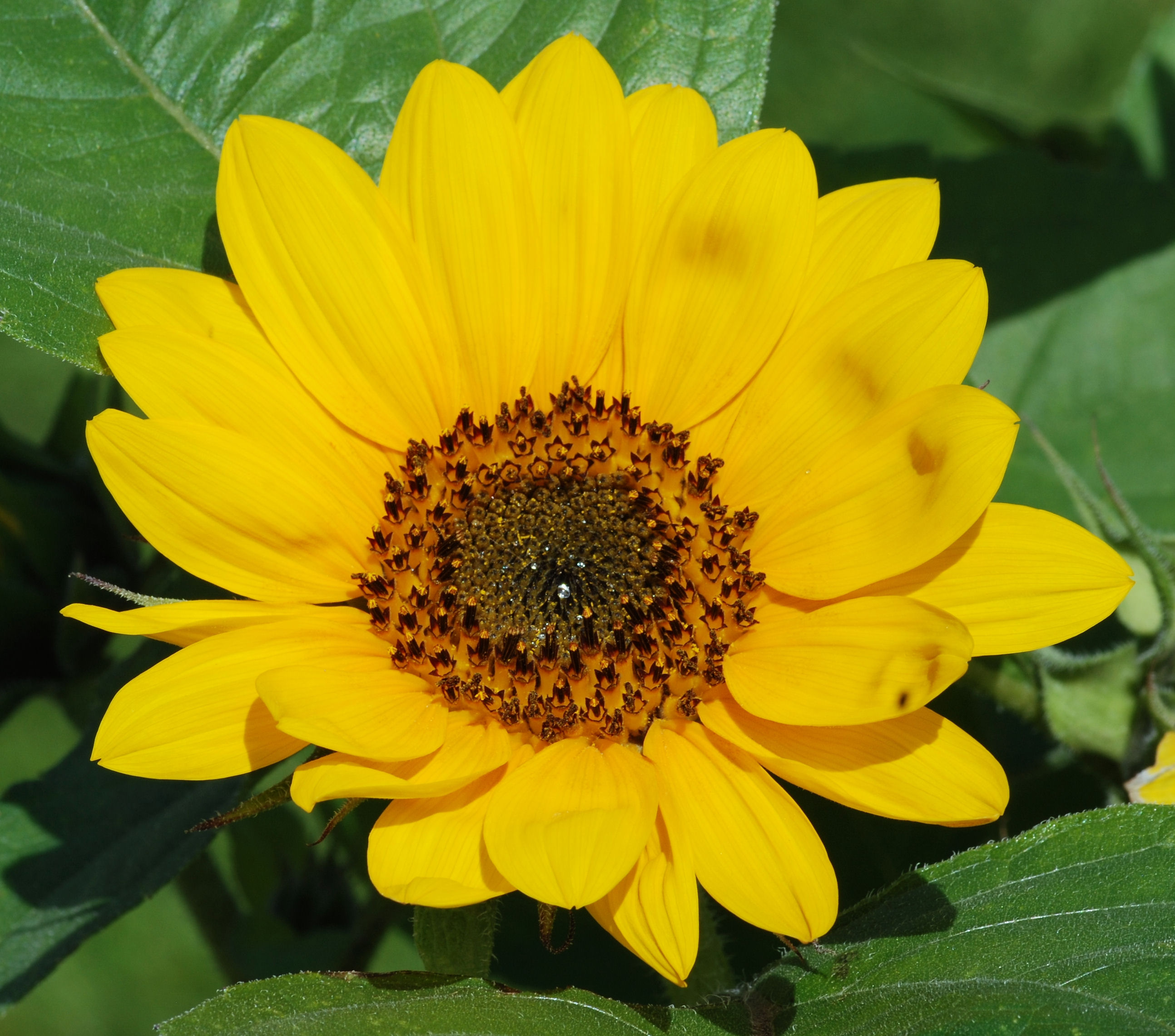
Pseudanthium du tournesol : le capitule radié comporte des fleurs périphériques ligulées entourant un disque de fleurs tubulées.

Un pseudanthium, appelé aussi fausse fleur ou pseudanthe, est un type spécial d'inflorescence dans lequel un groupe de fleurs sont regroupées et condensées pour former une structure mimant une fleur unique. Le pseudanthisme représente une convergence évolutive de l'inflorescence à une unité de reproduction réduite et peut prendre diverses formes. 
L'inflorescence pseudanthe est présente chez plus de 40 familles d'Angiospermes. Elle est notamment caractéristique de la famille des Asteraceae et des Araceae dont l'inflorescence se substitue aux fleurs et fait fonction d'appareil d'affichage.
Les fleurs individuelles d'un pseudanthium sont couramment appelées fleurons. Les fleurs ligulées ou liguliflores du capitule des Asteraceae sont parfois appelées demi-fleurons.

## Formation

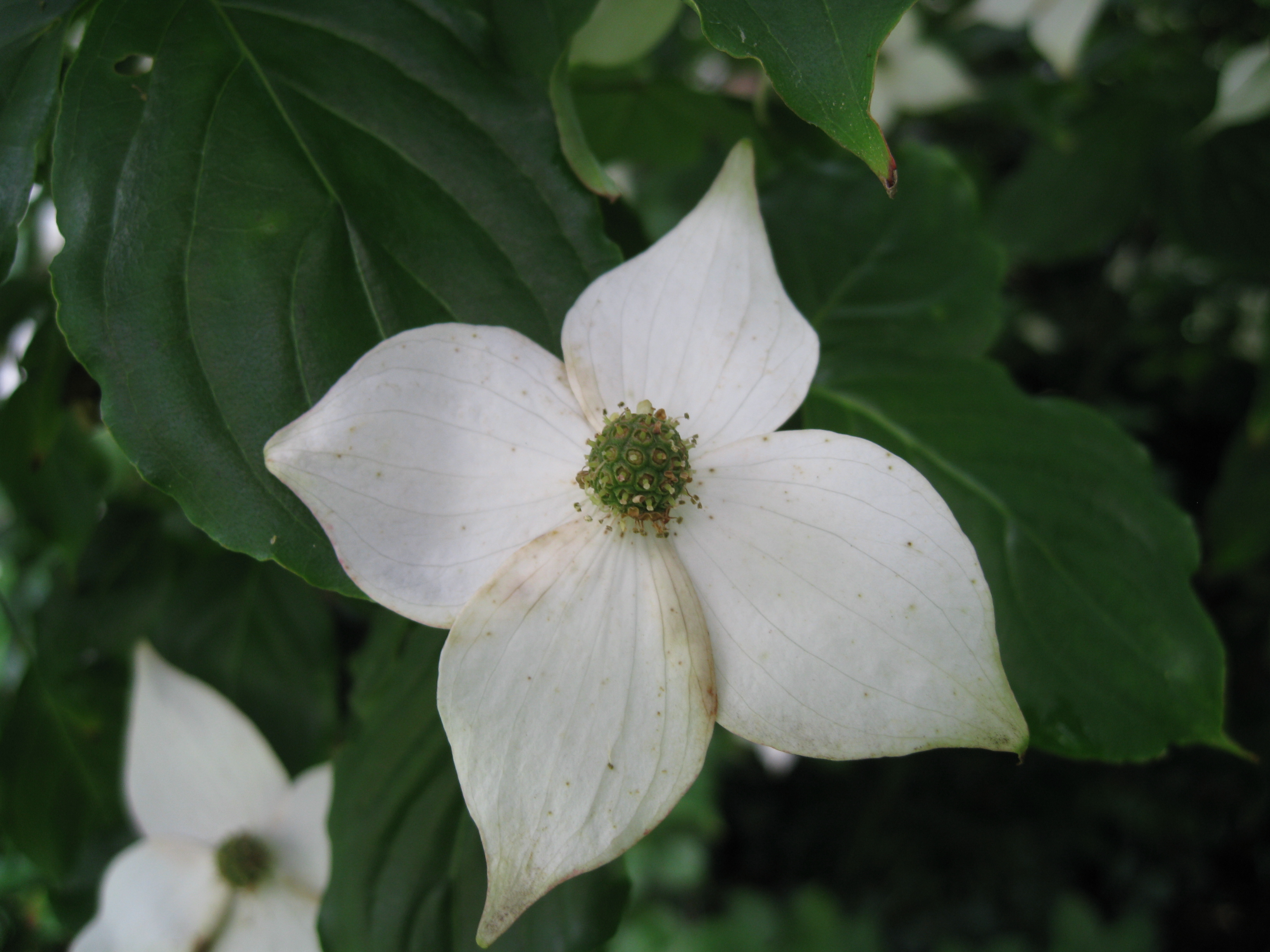
Pseudanthe du Cornouiller du Japon : l'inflorescence simule une simple fleur entourée de quatre bractées blanches qui forment une pseudocorolle.

La formation de cette inflorescence résulte de prédispositions morphologiques spécifiques au taxon, du regroupement et de la réduction en taille des fleurs, de variations et de sélections.

## Théories sur l'origine des plantes à fleur
Plusieurs hypothèses ont été proposées pour expliquer l'origine des plantes à fleur. Le botaniste allemand Adolf Engler est l'auteur de la théorie pseudanthe qui confère une origine polyphylétique gymnospermienne aux Angiospermes (plantes à fleur), considérant la fleur archaïque comme une structure simple et imparfaite formant une inflorescence primitive (pseudanthe dérivé du cône de gymnosperme, c'est-à-dire une inflorescence condensée de petites fleurs imparfaites et entourées de bractées basales) qui aurait ensuite évolué. Sa théorie est par la suite éclipsée par sa concurrente, la théorie euanthe du botaniste américain Charles Edwin Bessey qui suggère que les Angiospermes sont monophylétiques, dérivant d'une fleur primitive de type Magnolia. L'école botanique anglo-saxonne, suivie par l'école russo-américaine, privilégient en effet la théorie de l'euanthe magnoliidien et prend le pas sur l'école germanique à la suite de la capitulation de l'Allemagne à la fin de la Première Guerre mondiale. Depuis, la tendance néo-englérienne refait valoir la théorie pseudanthe à la faveur de découvertes ultérieures, notamment sur des fossiles végétaux.